# Pasażerka
Pasażerka – czarno-biały polski film fabularny z 1963 roku w reżyserii Andrzeja Munka, zmontowany przez Witolda Lesiewicza.
Film jest adaptacją słuchowiska Zofii Posmysz Pasażerka z kabiny 45 z 1959 oraz późniejszego widowiska telewizyjnego z 1960 roku. Pasażerka podzielona jest na dwie części: współczesną, w której podczas rejsu transatlantyckiego była nadzorczyni SS Liza (Aleksandra Śląska) dostrzega swoją dawną więźniarkę Martę (Anna Ciepielewska), oraz rozgrywającą się w czasie II wojny światowej w hitlerowskim obozie koncentracyjnym Auschwitz-Birkenau, w której odbywa się pojedynek psychologiczny między Lizą a Martą.
Pasażerka jest ostatnim, nieukończonym filmem Munka. Reżyser zginął w wypadku samochodowym 20 września 1961 roku, a obróbki pozostawionego przezeń materiału filmowego podjął się współpracownik Munka, Witold Lesiewicz. Zmontowany film został bardzo dobrze przyjęty przez krytyków. Pasażerkę uhonorowano wyróżnieniem specjalnym i nagrodą FIPRESCI na 17. MFF w Cannes. W 1964 Pasażerka stała się oficjalnym polskim kandydatem do rywalizacji o 37. rozdanie Oscara w kategorii najlepszego filmu nieanglojęzycznego, jednak nie weszła do ścisłej czołówki nominowanych filmów. Jest ostatnim filmem zaliczanym do polskiej szkoły filmowej.

## Fabuła

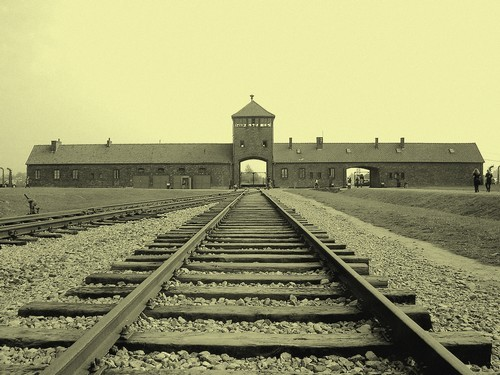
Państwowe Muzeum Auschwitz-Birkenau w Oświęcimiu (dawny obóz koncentracyjny Auschwitz-Birkenau), w którym odbywały się zdjęcia do filmu

Film rozpoczyna się serią fotosów, w których lektor reprezentujący ekipę filmową składa hołd tragicznie zmarłemu Andrzejowi Munkowi oraz wykłada metodę przyjętą przez ekipę przy montażu Pasażerki. Akcja filmu rozgrywa się w dwóch płaszczyznach czasowych: współcześnie oraz podczas retrospekcji w hitlerowskim obozie koncentracyjnym Auschwitz-Birkenau.
Na pokładzie transatlantyckiego statku pasażerskiego, w tłumie turystów znajduje się dwoje małżonków: Walter i Liza, którzy wracają do Europy. Podczas postoju w angielskim porcie na pokład statku wchodzi kobieta, która swoim wyglądem przypomina Lizie polską więźniarkę Martę, co uruchamia w Niemce wspomnienia: psów obozowych, trupów, patroli, żmudnej pracy więźniów. Walter jest zaniepokojony zachowaniem Lizy, więc ta usprawiedliwia się mężowi ze swojej mrocznej przeszłości, jednak selekcjonuje prawdę o sobie. Przedstawia dwa warianty swoich losów.
Wariant I: Akcja przenosi się w czasoprzestrzeni do 1943, po czym ujawnione zostaje, że Liza pełniła rolę Aufseherin w kobiecej formacji SS na terenie Auschwitz. Kamera śledzi przedmioty wytwarzane w obozie, za których nadzór odpowiadała Liza, po czym zatrzymuje się na odbiciu strażniczki w lustrze, od którego ona się odwraca. Liza jako narratorka twierdzi, że „spełniała tylko swój obowiązek”. Następuje cięcie do sceny, w której Liza, spacerując wzdłuż kolumn tworzonych przez więźniarki wywołane do apelu, zatrzymuje się na Marcie, po czym oferuje jej pracę jako Schreiberin. Następnie aranżuje spotkanie więźniarki z jej ukochanym, przebywającym w obozie Tadeuszem. Marta wykorzystuje okazję, by regularnie spotykać się z Tadeuszem. Pewnego razu, gdy Marta choruje wskutek obozowej epidemii, Liza przenosi ją z powrotem do bloku obozowego i nakazuje lekarce dbanie o nią.
Kiedy Marta wraca do zdrowia, załamuje się psychicznie, dowiadując się o śmierci Tadeusza. Na polecenie Untersturmführera zostaje przeniesiona do bloku śmierci. Tymczasem Lizie kończy się służba obozowa, więc wnosi o możliwość odwiedzenia tegoż bloku. Na widzeniu dostrzega Martę, o której marnym losie jest przekonana aż do momentu incydentu na transatlantyku.
Wariant II: W tym miejscu monolog Lizy urywa się, a ona sama opowiada sobie prywatną, bardziej wiarygodną wersję wydarzeń. W kolejnej retrospekcji Liza opisuje Martę jako osobę, która drwiła z niej. Urażona w swej dumie wdaje się z więźniarką w psychologiczny pojedynek. W międzyczasie kamera oczyma Lizy śledzi żmudny proces masowego uśmiercania ludzi w komorach gazowych za pomocą Cyklonu B. Mając świadomość, że Marta w niedalekiej przyszłości zginie, Liza próbuje złamać więźniarkę. Dowiaduje się, że Tadeusz przebywa w obozowej pracowni artystycznej. Podaje jej liścik ze słowem „Tadeusz”, jednak w tym momencie Marta dostrzega więźnia, który podczas próby ucieczki zostaje rozszarpany przez psa. Gdy podczas musztry Marta dostrzega swoją przyjaciółkę z obozu Annę, obnażoną i wystawioną na widok publiczny w ramach kary za prostytucję obozową, pozdrawia ją. Gest Marty zastanawia Lizę.
Kiedy Liza otrzymuje najbardziej reprezentatywne komando obozowe, dostaje zadanie wyboru więźniarki, która będzie odpowiadała przed międzynarodową komisją. Wybór pada na Martę, a ta wywiązuje się ze swego zadania, poświadczając „godne” warunki obozowe. Liza, przekonana o uległości Marty, czyni ją swoją prawą ręką. Kiedy orkiestra obozowa na apelu wykonuje uroczyście żałobny utwór, Tadeusz stojący w kolumnie więźniów spostrzega Martę i zamienia się miejscami z towarzyszami niedoli, aby mógł nawiązać z nią bliższy kontakt wzrokowy. W oddali zgromadzeni słyszą gwizd pociągu.
Nocą, gdy strażniczki dokonują spędu nagich więźniarek celem wyselekcjonowania przeznaczonych na zagładę, Liza dokonuje osobiście selekcji. Kiedy dostrzega wśród spędzonych Martę, waha się, swoim niezdecydowaniem ratując jej życie. Jednak okazuje się, że przełożona Lizy została wymieniona w alianckim radiu wśród zbrodniarzy wojennych; co więcej, odnaleziony zostaje gryps z listem miłosnym, który Liza każe odczytać Marcie na nocnym apelu. Dodatkowo Liza dowiaduje się od przełożonej, że jej komando przemyciło żydowskie dziecko poza blok śmierci. Za niedopełnienie obowiązków Liza zostaje skierowana do Berlina, a z zemsty kieruje wszystkie podległe jej więźniarki do karnej kompanii. Wyszedłszy z komendy, dowiaduje się od obozowej kapo, że do napisania grypsu przyznała się Marta.
W tym miejscu retrospekcja się urywa, a lektor dopowiada, iż Marta – albo osoba do niej podobna – opuszcza pokład statku. Ten zaś odpływa dalej w nieznanym kierunku.

## Obsada[4]
- Aleksandra Śląska – Liza
- Anna Ciepielewska – Marta
- Janusz Bylczyński – kapo

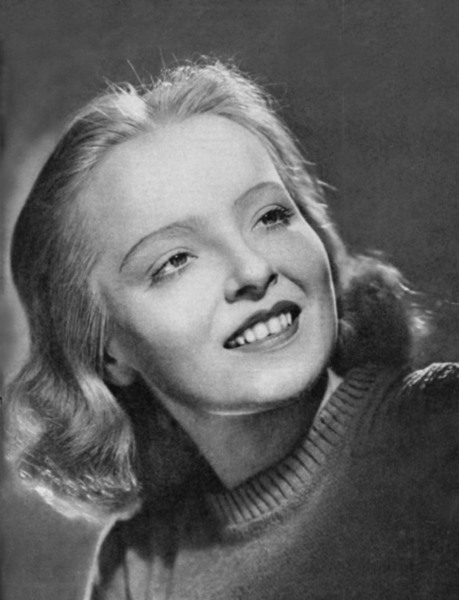
Aktorka Aleksandra Śląska

- Barbara Horawianka – więźniarka, pielęgniarka
- Anna Jaraczówna – kapo
- Maria Kościałkowska – strażniczka Inga Weniger
- Andrzej Krasicki – delegat komisji międzynarodowej
- Jan Kreczmar – Walter, mąż Lizy
- Irena Malkiewicz – SS-Oberaufseherin Madel, przełożona strażniczek
- Leon Pietraszkiewicz – lagerkommandant SS-Untersturmführer Grabner
- Kazimierz Rudzki – delegat komisji międzynarodowej
- Zdzisław Szymborski – esesman
- Marek Walczewski – Tadeusz, narzeczony Marty
- Barbara Wałkówna – kapo
- Andrzej Brzozowski – esesman z psem
- Elżbieta Czyżewska – więźniarka
- Anna Dyrka-Brzozowska(inne języki) – więźniarka
- Stanisław Niwiński – więzień
- Adam Perzyk – więzień – malarz
- Sylwester Przedwojewski – strażnik
- Bogusław Sochnacki – strażnik w bloku śmierci
- Maria Wachowiak – więźniarka
- Krzesisława Dubielówna

## Produkcja

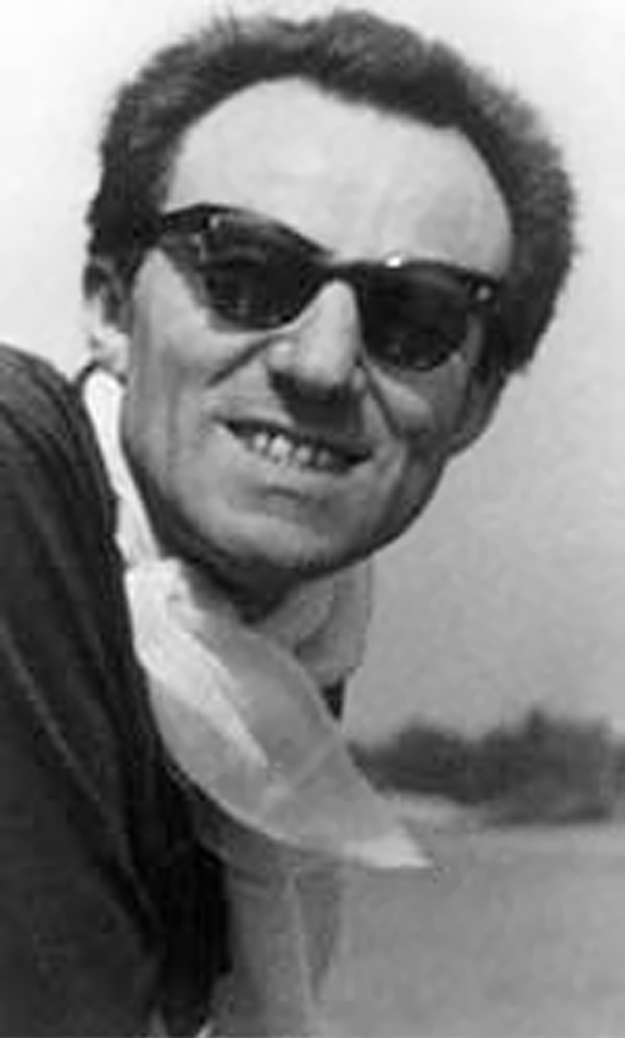
Andrzej Munk, reżyser filmu

### Przygotowania
Przystępując do realizacji Pasażerki, Andrzej Munk miał za sobą lekturę obozowych opowiadań Tadeusza Borowskiego oraz wspomnień Rudolfa Hössa; przypuszczalnie znał też książkę Roberta Merle Śmierć jest moim rzemiosłem oraz film Noc i mgła (1955) Alaina Resnais’go. Reżyser zamierzał dokonać adaptacji słuchowiska radiowego pt. Pasażerka z kabiny 45 Zofii Posmysz, które zostało nadane przez Polskie Radio 28 sierpnia 1959. Posmysz w swoim słuchowisku zawarła autobiograficzny epizod z czasów II wojny światowej; jako więźniarka w Auschwitz-Birkenau wdała się w pojedynek psychologiczny ze strażniczką Anneliese Franz, właściwie odczytując jej intencje i unikając jej gniewu, a tym samym ratując swoje życie. Esesmanka miała traktować Posmysz jako swoją własność i darzyła ją osobistą opieką.
Zaintrygowany słuchowiskiem Munk zaproponował Posmysz napisanie scenariusza widowiska dla Teatru Telewizji. Jego premiera nastąpiła 10 października 1960 (nagranie nie zachowało się), po czym Munk wraz z Posmysz przystąpili do tworzenia filmowej wersji widowiska. W porównaniu z pierwowzorami, które koncentrowały się na współczesnym epizodzie z życia Lizy i Waltera, Munk wprowadził zmiany, rozbudowując wątek obozowy. Na 65 stronach maszynopisu scenariusza tylko 23 strony poświęcone były części współczesnej.

### Dobór obsady i zdjęcia
Tworząc część współczesną, Munk wedle relacji jego współpracownicy, Eweliny Nurczyńskiej-Fidelskiej, „odczuwał ciągłe niezadowolenie wynikające z niewspółmierności efektów natury artystycznej”. Dążył do skondensowania dialogów napisanych przez Posmysz, a zarazem do udramatyzowania relacji między Lizą a Martą. Całość wydarzeń przedstawionych z perspektywy Lizy-narratorki jest poddana subiektywizacji; gwałtowne rozjaśnienia, szybki montaż oraz nakładanie na siebie obrazów ruchomych i statycznych miały zobrazować szok poznawczy esesmanki odtwarzającej w myślach swój epizod oświęcimski. Sporą uwagę Munk przywiązał do warstwy audialnej. Oprócz naturalnych dźwięków obozowych zaaranżował „surrealistyczną, a jednak historycznie uzasadnioną” scenę, podczas której orkiestra obozowa nieopodal bramy wjazdowej wykonuje marsz z Carmen Georges’a Bizeta. Cała retrospektywna część filmu została zrealizowana na terenie Auschwitz-Birkenau, aby nabrała jak największej wiarygodności (Munk mieszkał podczas zdjęć w kwaterze komendanta).
W dwóch głównych rolach – Lizy i Marty – Munk obsadził odpowiednio Aleksandrę Śląską i Annę Ciepielewską. Śląska w roli esesmanki powtarzała swoją kreację aktorską z innego filmu obozowego, Ostatniego etapu (1948) Wandy Jakubowskiej, w podobnym stylu niuansując dylematy psychologiczne swojej postaci. Ciepielewska natomiast skupiła się na kreowaniu postaci walczącej o swoją godność jako człowieka. Również konflikt pomiędzy dwiema bohaterkami uległ problematyzacji: Liza, podejmując pojedynek psychologiczny z nieugiętą Martą, próbuje jednocześnie ocalić wiarę w słuszność swojej idei. Munk w roli esesmanki początkowo chciał obsadzić Zofię Mrozowską, jednak po zdjęciach próbnych uznał, że aktorka nie zagra dobrze tej ostrej i agresywnej bohaterki.
Wsiąknąwszy w temat swojego filmu, zdaniem Andrzeja Brzozowskiego, Munk sprawiał wrażenie niewrażliwego na dokumentację zbrodni oświęcimskiej. Jednocześnie obsesyjnie powiększał materiał filmowy, a „czterdzieści ekranowych minut według scenopisu urosło do przeszło godziny”.

### Montaż
Gdy Munk, zrealizowawszy jedynie część filmu, zginął w wypadku samochodowym 20 września 1961, Zespół Realizatorów Filmowych „Kamera” podjął decyzję o zmontowaniu istniejącego materiału w film. Zadania tego podjął się współpracownik reżysera, Witold Lesiewicz. Wiktor Woroszylski, który był autorem komentarza do filmu (wygłoszonego przez Tadeusza Łomnickiego), uzasadniał decyzję Zespołu następująco: „Jedynie godząc się na przyjęcie materiałów Munka za tekst uszkodzony, częściowo zatarty, umożliwiający różne kontynuacje w wyobraźni odbiorcy, ale podlegający raczej odczytaniu niż całkowitej restauracji, utrwalimy walor artystyczny właściwy takiemu dziełu”.

## Odbiór

### Recepcja krytyczna
Pasażerka miała premierę 20 września 1963 roku. Film Munka został bardzo dobrze przyjęty przez rodzimych krytyków. Konrad Eberhardt na łamach pisma „Film” twierdził, że „Andrzej Munk konsekwentnie […] omija sytuacje dramatyzujące okrucieństwo. Od pierwszych scen obozowych odczuwamy, że rzecz odmieniła tu swoją funkcję, przestała być elementem tła […], że przerzucono tu na nią część istotnych argumentów. […] W wyrazistości, konkretności materialnego świata, w sile ekspresji każdego niemal dźwięku – Munk staje się tutaj niespodziewanie bliski metodzie Roberta Bressona” . W swoim eseju Aleksander Jackiewicz pisał, że „takiej brawury, takiej śmiałości artystycznej, takiej skali, którą znać w każdej cząstce dzieła, jeszcze nie spotkaliśmy w dorobku Munka”. Bolesław Lewicki stwierdził, iż „tylko jeden spośród tylu filmów całego świata – retrospekcyjna część Pasażerki – odtwarza możliwie wiernie i blisko klimat obozu oświęcimskiego”.
Pasażerka była dobrze przyjmowana także przez krytyków zagranicznych. James Price w recenzji dla „Film Quarterly” pisał, iż „Pasażerka to film zarówno o jednoznacznej bezpośredniości w podawaniu faktów, jak i o dręczącej dwuznaczności w ich interpretacji”. Price stwierdzał ponadto, że „to, co czyni Pasażerkę taką nowością w natłoku filmów okupacyjnych, to fakt, że jej fikcja nie umniejsza rangi tematu, choć fikcja jest tu ramą, a fikcyjne postaci zawsze znajdują się na pierwszym planie”. Dla porównania Andrew Sarris ocenił sekwencje w obozie koncentracyjnym jako „przesadnie ironiczne i dosłowne. Nie mogę oprzeć się wrażeniu, że chorobliwie polski intelekt nie powinien grzebać w popiołach nazistowskich obozów koncentracyjnych”. Judith Shatnoff wyraziła dla odmiany opinię, że „tym ostatnim, niedokończonym filmem Munk osiągnął wielkość”. W 2002 roku Kevin Filipski z „The New York Timesa” stwierdził, że mimo niedokończonej formy „Pasażerka jest cichym, przejmującym filmem, z niezapomnianymi sekwencjami w Auschwitz – w tym mrożącym krew w żyłach ujęciem dzieci bez wahania idących do komory gazowej” . W 2006 roku Michael Brooke na łamach „Sight & Sound” uznał Pasażerkę za „jeden z kluczowych filmów o Holokauście” , zdumiewający rzeczowością oraz prozaicznością koszmaru obozowego . Brooke porównał metodę Munka do tej, jaką zastosował Alain Resnais we wcześniejszym filmie dokumentalnym Noc i mgła (1955) Alaina Resnais’go . Philip French z magazynu „The Observer” stwierdził z przekonaniem, że „Pasażerka to prawdopodobnie najlepszy film fabularny o Holokauście, jaki kiedykolwiek powstał” .
Ukazawszy się na Międzynarodowym Festiwalu Filmowym w Cannes, Pasażerka zdobyła Specjalne Wyróżnienie Honorowe Jury oraz nagrodę FIPRESCI. Na MFF w Wenecji natomiast film otrzymał nagrodę Stowarzyszenia Dziennikarzy Włoskich. W 1964 Stowarzyszenie Dziennikarzy Polskich uhonorowało Pasażerkę Syrenką Warszawską dla najlepszego filmu fabularnego. Laury otrzymały również aktorki odgrywające główne role; na MFF Walczących o Pokój w Los Alamos Anna Ciepielewska otrzymała nagrodę aktorską, podczas gdy Aleksandra Śląska została uhonorowana Nagrodą Państwową II stopnia. W 1965 roku Związek Krytyków Finlandii również przyznał Pasażerce wyróżnienie. Francuski reżyser Jean-Luc Godard uznał Pasażerkę za najlepszy film o wojnie właśnie ze względu na jego kaleką formę artystyczną i poświęcił mu w swoich Historiach kina więcej uwagi niż jakiemukolwiek innemu polskiemu filmowi. Andrzej Werner z perspektywy czasu pisał: „do dziś pozostaje Pasażerka najbardziej chyba znanym poza granicami kraju, najwyżej cenionym filmem Munka”. Patrick Gibbs uznał go za jeden z wielkich filmów naszych czasów.

### Analizy i interpretacje
Marcin Darmas w swej analizie filmu stwierdził, iż „Andrzej Munk skonfrontował niemiecki idealizm – z wszelkimi jego konsekwencjami, ergo bestialstwem Zagłady – z polskim etosem rycerskim, idącym w parze z pogardą dla życia poza nawiasem honoru”. Postać Marty zdaniem Darmasa jest przykładem „nieposłuszeństwa obywatelskiego” na miarę wydarzeń II wojny światowej. Paweł Kosewski natomiast dopatrzył się w Pasażerce przykładu „hibernacji rzeczywistości”, motywując swoją opinię konstrukcją filmu. Ta bowiem oparta jest na dwóch wyraźnych opozycjach: „Po pierwsze, refleksyjna postawa bohaterki silnie kontrastuje z panującą na pokładzie atmosferą karnawału. [...] Po drugie, aby jeszcze lepiej zobrazować siłę powracających w pamięci wydarzeń, statycznym zdjęciom z liniowca przeciwstawione są dynamiczne sekwencje obozowe”. Marek Haltof przypomniał związki Pasażerki z filmem Ostatni etap (1948) Wandy Jakubowskiej: Aleksandra Śląska w obu filmach odegrała rolę strażniczki obozowej, w obu filmach imię Tadeusz noszą ukochani głównych bohaterek-więźniarek, również w obu filmach wspomniane bohaterki przynależą do ruchu oporu. Monika Talarczyk-Gubała dopowiadała, iż oba filmy łączy PPS-owski rodowód obojga reżyserów, którzy nigdy nie porzucili lewicowych poglądów politycznych.
Józef Gębski we wnikliwej analizie Pasażerki stwierdzał, że wersja filmu zmontowana przez Lesiewicza rozminęła się z planami Munka, który zamierzał jeszcze przed własną śmiercią nadać swemu dziełu mniej literacki charakter. Gębski ocenił komentarz Woroszylskiego jako „zbędny i nieudany, tautologiczny i w ocenie, i w rozjaśnianiu ukrytych motywów postępowań bohaterów”. Tymczasem, zdaniem Gębskiego, pomysł Munka zasadzał się na fragmentaryczności narracji oraz niedopowiedzeniach, które miały w zamierzeniu twórcy Pasażerki służyć ustanowieniu polskiego odpowiednika Nowej Fali. Adam Cichoń, rozpatrując Pasażerkę przez pryzmat filozofii Georges’a Didi-Hubermana, wysunął inny wniosek. Jego zdaniem „Witold Lesiewicz dokonał być może najbardziej adekwatnego do sytuacji zabiegu montażowego. Nie wykorzystał nakręconego materiału filmowego ze statku, a jedynie powycinał z niego nieruchome kadry – swoiste zmrożone momenty czasu”. Zdaniem Cichonia właśnie ów strzępek pierwotnego materiału Pasażerki miał wzbudzić u Godarda zainteresowanie filmem Munka.
Film jest uznawany za zamknięcie polskiej szkoły filmowej, rozwijającej się od połowy lat 50. XX wieku.

## Nawiązania
W 1962 roku Zofia Posmysz, niezależnie od wersji filmowej Munka, opublikowała powieść Pasażerka. Natomiast w 1968 roku libretto do opartej na niej radzieckiej opery Pasażerka napisali Jurij Łukin i Aleksander Miedwiediew, a muzykę do niej skomponował Mieczysław Wajnberg . Jej pierwsze wykonanie odbyło się w wersji koncertowej w Moskwie w 2006 roku, a w wersji scenicznej w Bregencji w 2010 roku.